# ژنومیک محاسباتی
ژنومیک محاسباتی (ژنتیک محاسباتی) به معنای استفاده از تجزیه و تحلیل محاسباتی و آماری برای تحلیل زیست‌شناختی توالی ژنوم شامل هر دو دنباله دی‌ان‌ای و آران‌ای و همچنین دیگر داده‌های «پس ژنومی» (یعنی داده‌های آزمایشی به دست آمده با تکنولوژی‌هایی که نیاز به توالی ژنوم، مانند میکروآرایه، دارند)، است. این روش‌ها به همراه رویکردهای محاسباتی و آماری برای درک عملکرد ژن‌ها به عنوان ژنتیک/ژنومیک محاسباتی و آماری نامیده می‌شوند. به همین ترتیب ژنومیک محاسباتی ممکن است به عنوان زیرمجموعه بیوانفورماتیک و زیست‌شناسی محاسباتی در نظر گرفته شود، اما تمرکز آن بر استفاده از همه ژنوم (به جای تک ژن) برای درک اصول اینکه چگونه ژنوم یک گونه خود را در سطح مولکولی و فراتر کنترل می‌کند، است. امروزه، با وجود حجم زیاده دادهٔ زیست‌شناختی، این ابزار به یکی از مهم‌ترین ابزارها برای کشف زیست‌شناختی تبدیل شده‌است.

## تاریخچه
ژنومیک محاسباتی ریشه‌های مشترکی با بیوانفورماتیک دارد. در طی دهه ۱۹۶۰، مارگارت دیتوف و دیگران در بنیاد ملی تحقیقات بیومواد، پایگاه‌داده‌ای از توالی‌های پروتئینی همولوگ را برای مطالعات تکاملی جمع‌آوری کردند. تحقیقات آن‌ها یک درخت فیلوژنتیکی را ایجاد کرد که به کمک آن می‌توان تغییرات لازم برای تبدیل یک پروتئین خاص به پروتئین دیگر را براساس توالی‌های اسیدآمینه آن‌ها تعیین کرد. در نتیجه، آن‌ها یک ماتریس که احتمال وابستگی پروتئین‌ها را به یکدیگر نشان می‌داد، ایجاد کردند.
از دهه ۱۹۸۰، ایجاد پایگاه‌داده‌های توالی ژنوم آغاز شد. این پایگاه‌داده‌ها با چالش‌های جدیدی در جستجو و ارتباط با سایر پایگاه‌های اطلاعات ژنومیکی روبرو بودند. برخلاف الگوریتم جستجوی متن که در سایت‌هایی مانند گوگل یا ویکی‌پدیا استفاده می‌شود، جستجوی بخش‌هایی با شباهت ژنتیکی نیازمند یافتن رشته‌هایی است که به طور دقیق برابر نیستند ولی دارای شباهت هستند. این نکته منجر به توسعه الگوریتم نیدلمن-وانچ شد که یک الگوریتم برنامه‌نویسی پویا برای مقایسه مجموعه‌ای از توالی‌های آمینواسید با استفاده از ماتریس‌های امتیازدهی است. بعدها، الگوریتم بلست برای انجام جستجوهای سریع و بهینه از پایگاه‌داده‌های توالی ژن معرفی شد.
عبارت «ژنومیک محاسباتی» با ثبت توالی‌های ژنوم کامل در اواسط تا اواخر دهه ۱۹۹۰ مطرح شد. اولین جلسه کنفرانس سالانه ژنومیک محاسباتی توسط دانشمندان مؤسسه تحقیقات ژنوم در سال ۱۹۹۸ برگزار شد. این انجمن، این زمینه تازه مطرح شده را به عنوان یک زمینه عمومی ژنومیک یا زیست‌شناسی محاسباتی معرفی کرد. بری مارشال، برنده جایزه نوبل در سخنرانی خود در کنفرانس محاسبات ژنومیک در سال ۲۰۰۶ ارتباط بین هلیکوباکتر پیلوری و زخم معده را بیان کرد.
توسعه ریاضیات کامپیوتری (با استفاده از محصولات مانند متلب) به مهندسان، ریاضیدانان و دانشمندان کامپیوتر کمک کرده‌است تا با توان بیشتری در این حوزه فعالیت کنند. امروزه، مجموعه‌ای بزرگ از مطالعات در این زمینه از مقایسه تمام ژنوم تا مقایسه بیان آن‌ها با یکدیگر در حال انجام است که منجر به استفاده از ایده‌های متفاوت محاسباتی از جمله مفاهیم مربوط به کنترل سیستم، نظریه اطلاعات، تجزیه و تحلیل رشته‌ها و داده کاوی شده‌است. پیش‌بینی می‌شود که این رویکردهای محاسباتی تبدیل به یک موضوع استاندارد برای تحقیق و تدریس شوند و دانشجویانی مسلط به هر دو حوزه زیست‌شناسی و محاسباتی تربیت شوند.

## مشارکت در تحقیقات زیست‌شناسی
ازجمله مواردی که این دسته از روش‌ها منجر به توسعه تحقیقات زیست‌شناسی شدند، می‌توان به موارد زیر اشاره کرد:
- کشف الگوهای نامحسوس در توالی ژنوم[۵]
- معرفی شبکه‌های سیگنالینگ سلولی
- معرفی فرایند تکامل ژن
- پیش‌بینی مکان‌های دقیق ژن‌های انسانی با استفاده از تکنیک‌های مقایسه ژنتیکی با گونه‌های مختلف پستانداران و مهره‌داران
- پیش‌بینی مناطق حفاظت شده ژنوم مرتبط با رشد اولیه جنین
- کشف ارتباط میان الگوهای تکرار شده در توالی و بیان ژن‌های اختصاصی در هر بافت
- اندازه‌گیری مناطق ژنوم که تکامل غیرمنتظره‌ای را تجربه کرده‌اند.

## پیشرفت‌های اخیر
در سال‌های اخیر محققان دانشگاه استنفورد نرم‌افزاری برای شبیه‌سازی یک جاندار کامل طراحی کرده‌اند. آن‌ها ۵۲۵ ژن از باکتری میکوپلاسما جنیتالیوم که کوچکترین موجود زنده آزاد شناخته شده‌است را نقشه‌برداری کردند. با استفاده از دادهٔ فراهم شده از ۹۰۰ مقالهٔ علمی در رابطه با باکتری‌ها یک نرم‌افزار بر مبنای مدل برنامه‌نویسی شی‌گرا طراحی شد. در این برنامه یک سری ماژول مسئول انجام عملکردهای سلولی هستند و در مجموع یک جاندار کامل مدل می‌شود. این برنامه روی یک سی‌پی‌یو تک اجرا می‌شود و قابلیت شبیه‌سازی فرایندهای سلولی همانند تعامل ملکول‌ها در فرایندهای سلولی مانند سوخت و ساز و تقسیم سلولی را دارد.
این سلول سیلیکونی به عنوان یک آزمایشگاه کامپیوتری عمل می‌کند که به کمک آن می‌توان آزمایش‌هایی که انجام آن در یک جاندار واقعی مشکل است را شبیه‌سازی کرد. همچنین این محیط امکان رسیدن به نتایج با سرعت بیشتر را فراهم می‌کند.